# 美洲豹能源公司

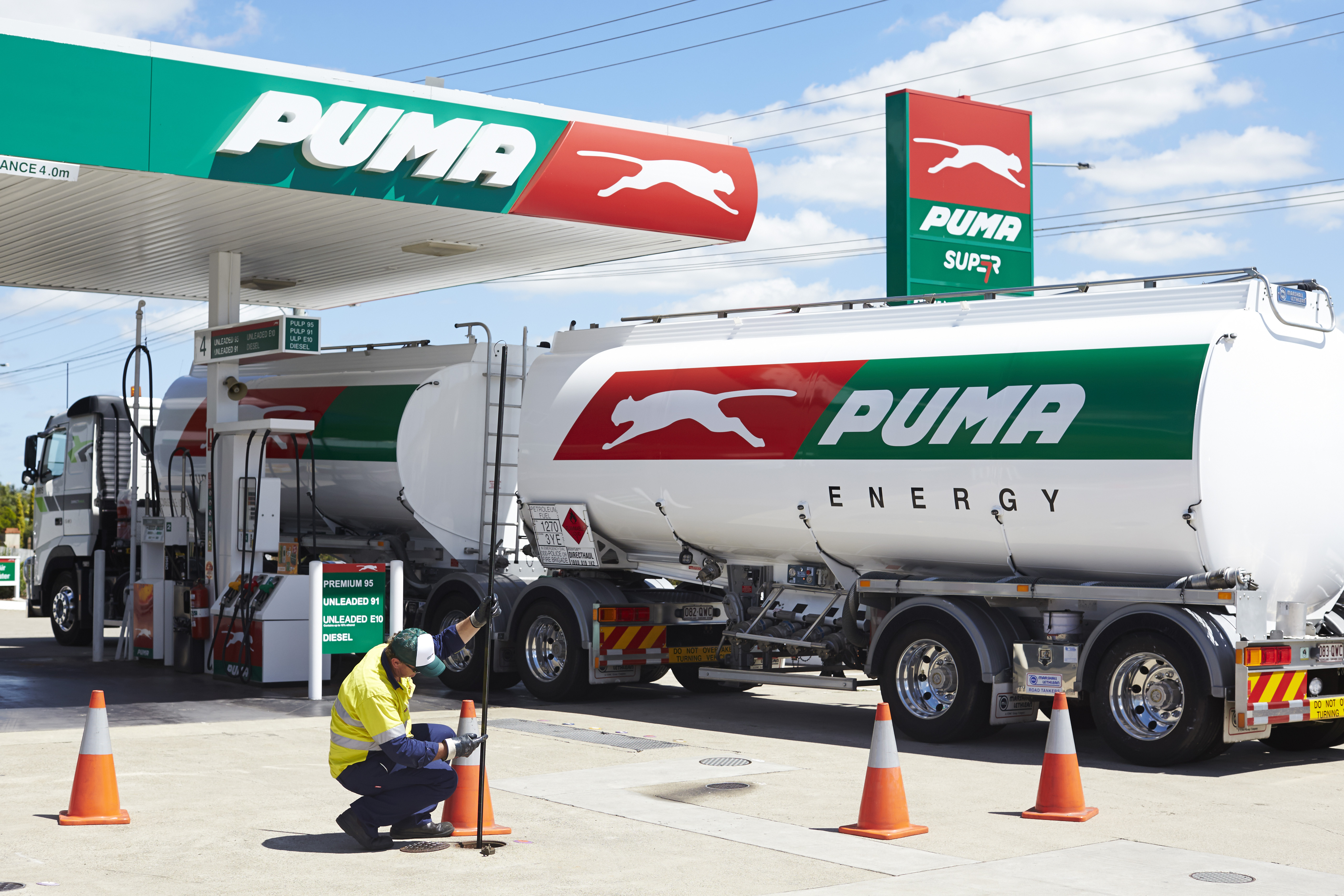
澳大利亚布里斯班的美洲豹加油站

美洲豹能源公司（英文：Puma Energy）是瑞士跨国中下游石油公司，由瑞士公司托克控股。其业务遍及五大洲约40个国家，涵盖一系列石油产品的供应，存储，提炼，分销和零售。该公司拥有并运营着1900多个加油站和790万立方米的石油存储设施。该公司拥有4,700多名员工，总部位于新加坡，在日内瓦，约翰内斯堡，圣胡安，布里斯班和塔林设有地区中心。